# Lois Andrews
Lois Andrews (24 de marzo de 1924-5 de abril de 1968) fue una actriz estadounidense. 
Nacida en Huntington Park, California, su verdadero nombre era Lorraine Gourley, y trabajó en el cine en la década de 1940 e inicios de la de 1950. 
Es quizás más conocida por su primer papel en 1943 como el personaje del cómic Dixie Dugan en el film del mismo nombre. En su adolescencia se casó con el actor George Jessel, que produjo diversas películas en las que ella tuvo pequeños papeles, incluyendo Meet Me After the Show (1951). Posteriormente se casó con el también actor Steve Brodie. Falleció a causa de un cáncer de pulmón a los 44 años de edad en Encino, California.